# Dante Gianoni
Dante Gianoni Portela (Santiago del Cile, 31 gennaio 1931 – Santiago del Cile, 15 giugno 2013) è stato un cestista cileno.

## Carriera
Con il Cile ha disputato due edizioni dei Campionati del mondo (1954, 1959).